# Enciclopedismo

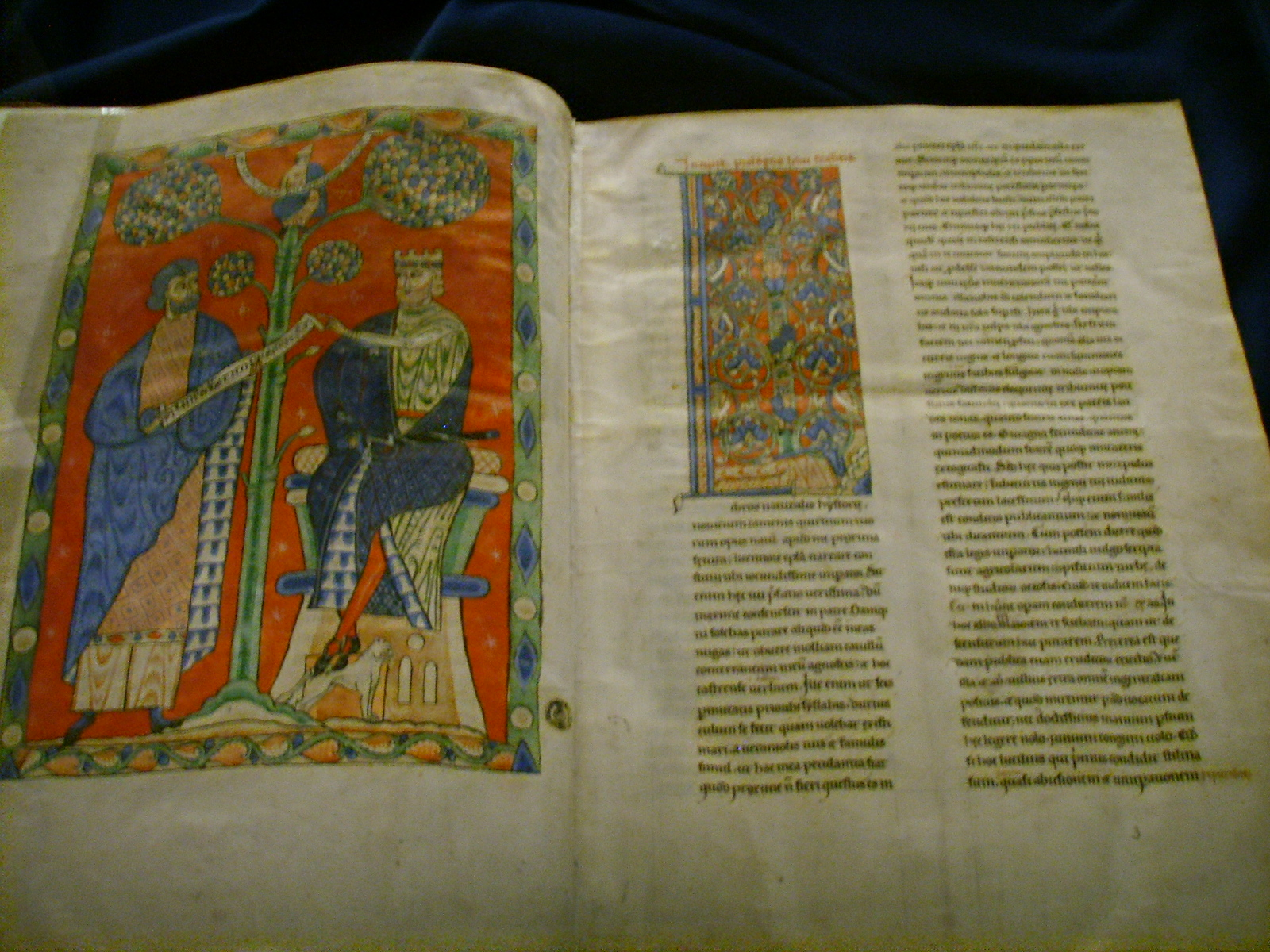
'Historia natural', escrita por Plinio el Viejo en el primer siglo, fue el primer libro que se llamó una enciclopedia. Fue muy apreciado en la Edad Media. Este manuscrito profusamente ilustrado fue producido en el.

El enciclopedismo es una perspectiva que tiene como objetivo incluir una amplia gama de conocimientos en una sola obra. El término cubre tanto las enciclopedias como los géneros relacionados en los cuales la exhaustividad es una característica notable. La palabra enciclopedia es una latinización del griego enkýklios paideía, que significa educación integral. La enciclopedia es «una de las pocas influencias generalizadoras en un mundo de sobre especialización. Sirve para recordar que el conocimiento tiene unidad», según Lewis Shore, editor de la Enciclopedia de Collier. No debería ser «una mezcla, sino una concentración, una aclaración y una síntesis», según el escritor británico H.G. Wells.
Además de la exhaustividad, la escritura enciclopédica se distingue por su falta de una audiencia específica o aplicación práctica. El autor explica los hechos de manera concisa en beneficio de un lector que luego utilizará la información de una manera que el escritor no intente anticipar. Los primeros ejemplos de escritura enciclopédica incluyen discusiones sobre agricultura y artesanía por escritores romanos como Plinio el Viejo y Varro, discusiones que presumiblemente no pretenden ser consejos prácticos para agricultores o artesanos.
La gran mayoría del aprendizaje clásico se perdió durante la Edad Media. Esto mejoró el estado de las obras enciclopédicas que sobrevivieron, incluidas las de Aristóteles y Plinio. Con el desarrollo de la impresión en el siglo XV, el rango de conocimiento disponible para los lectores se expandió enormemente. La escritura enciclopédica se convirtió tanto en una necesidad práctica como en un género claramente distinguido. Los enciclopedistas del Renacimiento eran muy conscientes de cuánto se había perdido el aprendizaje clásico. Esperaban recuperar y registrar el conocimiento y estaban ansiosos por evitar mayores pérdidas.
En su forma moderna, las enciclopedias consisten en artículos alfabetizados escritos por equipos de especialistas. Este formato se desarrolló en el siglo XVIII al expandir el diccionario técnico para incluir temas no técnicos. Encyclopédie ou Dictionnaire raisonné des sciences, des arts et des métiers, una enciclopedia francesa editada entre los años 1751 y 1772 en Francia con dirección de Denis Diderot y Jean d’Alembert, fue modelo para muchos trabajos posteriores. Al igual que los enciclopedistas del Renacimiento, Diderot estaba preocupado por la posible destrucción de la civilización y el conocimiento seleccionado que esperaba que sobreviviera.

## Principios y definición
El enciclopedismo fue el movimiento filosófico y pedagógico expresado a través de L'Encyclopédie ou Dictionnaire raisonné des sciences, des arts et des métiers, una enciclopedia francesa editada entre los años 1751 y 1772 en Francia bajo la dirección de Denis Diderot y Jean d’Alembert, con la que se buscaba alcanzar los grandes ideales del saber total, para erradicar la ignorancia y generar a través del conocimiento el progreso científico, tecnológico e ideológico. El término educación enciclopedista no es empleado en este sentido, sino en registrar en la memoria muchos datos, como los que contiene una enciclopedia o libro de textos, a partir de repetir sin entender textos extraídos de un libro o del dictado de un maestro. La mente humana es en esta enseñanza, como una computadora viviente en cuyo reservorio, en este caso mental, se acumulan datos.

## Proposiciones
- Divulgar el saber de su tiempo, con fines de desarrollo social y económico de los seres humanos.
- Divulgar y promocionar las ideas republicanas y democráticas.
- Exponer los vicios del orden existente.
- Erradicar la superstición, la ignorancia y la tiranía.
- Luchar por el restablecimiento de la libertad natural del hombre.
- Exponer un conjunto de ideas para combatir el feudalismo y absolutismo.
- Exponer en suma la filosofía de la Ilustración.
- Ayudar a la población a tener un mejor conocimiento y razonamiento, uno de los lemas del enciclopedismo.

## Principales pensadores
El enciclopedismo fue un movimiento filosófico y cultural que se desarrolló en Francia por influencia de la Ilustración. Pretendía catalogar o compilar todo el conocimiento humano de la época a partir de nuevos principios de la Razón. La meta del enciclopedismo siempre fue la divulgación del conocimiento, la democracia del saber, proporcionando las herramientas que se necesitaban tanto en la Revolución Industrial como en el desarrollo económico. 
Los nuevos desarrollos técnicos, económicos y políticos (la división de los poderes en el gobierno, de Montesquieu, por ejemplo) hicieron que se identificara al siglo XVIII como el «Siglo de las Luces». El propio Simón Bolívar en América declaraba
«Moral y luces son nuestras primeras necesidades», teniendo el término "luces" el significado general de saber, de educación, de formación integral del ser humano.
El enciclopedismo se plasmó en la afamada Enciclopedia, impulsada y editada por Diderot y D'Alembert, y contribuyeron a su redacción algunas de las figuras más notables de la Ilustración,  como Voltaire, Rousseau y Montesquieu. La Enciclopedia fue una obra colectiva de 28 volúmenes que empezó a publicarse en 1751, conteniendo conocimientos concernientes a ciencias, artes y oficios además de soluciones a los problemas que aquejaban a la sociedad noble y burguesa. Su objeto concreto era ilustrar a las generaciones futuras, haciéndolas más dichosas y para ello se recopiló cuantos datos le proporcionaba la filosofía y la investigación científica de la Ilustración.
Los autores de la Enciclopedia lo vieron como la destrucción de la superstición y el acceso al conocimiento humano. En la Francia del Antiguo régimen, sin embargo, provocaría un estallido de controversias, a causa de la intolerancia religiosa. La Enciclopedia elogiaba a pensadores protestantes de la Reforma y desafiaba los dogmas de la Iglesia católica. El libro fue prohibido en su totalidad, pero como tenía seguidores de clase noble, los trabajos de edición continuaron y cada volumen posterior fue entregado ilegalmente a sus suscriptores.
La Enciclopedia vino a ser la representación cabal del espíritu ilustrado, donde su elaboración fue suspendida y retrasada debido a la guerra encarnizada que les presentaron los medios oficiales y eclesiásticos. Diderot y D`Alembert fueron los directores de la enciclopedia y se recibió la colaboración de la mayoría de los filósofos francesas de la época, como el polígrafo Jaucourt y el jurisconsulto Borchert D Argis, encargado de redactar la enciclopedia.